# Prekop (Majcen)
Prekop je dramsko delo Stanka Majcna, izdano leta 1935.

## Osebe
- Miha Čop, inženir
- Kamila
- Brus, stavbenik
- Zorn, posestnik
- Učitelj
- Župnik
- Pl. Juritsch, gubernialni komisar
- Ponikvar, Lužar, Rak, Kalan, Močilar, barjanski kmetje
- Vodeb, krojač
- Šotar
- Lunj, Čaplja, Žerjav, Vehovec, delavci
- Pandur deželne brambe
- Miško, cigan
- Krčmarica »Pod Skalco«
- Agica, natakarica
- Barjanske kmetice, delavnici, otroci

## Vsebina
1. dejanje: Na Barju ljudje neznansko trpijo zaradi vlage in moče. Voda zaliva hiše, pokopališče, povzroča bolezni, a nihče nič ne ukrene. Tedaj prideta v krčmo Kamila in Čop. Čop je osuševalec močvirij, Kamila njegov navdih. Doma je z Barja in je pripeljala Čopa sem, da vidi to močvirje, a noče, da bi jo ljudje spoznali. Čop se ogreje za delo, načrtuje prekop, ki bi odvajal odvečno vodo. Toda kmetje so nezaupljivi, tudi elita je brezbrižna in letargična, vsi se držijo znanega. Čop nima volje, da bi se bodel s to trdoglavostjo, in sklene oditi, a Kamila ga prepriča, naj načrte pošlje na gubernijo.
2. dejanje:  Kmetje na vso moč nasprotujejo Čopu, njegovi načrti pa so odobreni z najvišjega mesta. Juritsch pride, da bi razglasil odlok o razlastitiv zemlje, toda njegov avtoritativni nastop kmetov ne prepriča. Zorn odkrije, da je Kamila vnukinja Šotarja, posebneža in čudaka, ki živi z barjem tesno povezan. Kamilina lepota pa to, da ni poročena s Čopom, jezi še posebej ženske. Tudi kmetje se grozeče zbirajo pod vodstvom Močilarja.
3. dejanje: Kamlia svari čopa, da znajo biti barjanci v svoji jezi nevarni. Čop pokliče na pomoč delavce, Juritsch pošlje po vojake. V bajti se znajdeta tudi župnik in Brus. Po vasi vre, pripravlja se prava revolucija. Pandur ujame Močilarja in ga pripelje v bajto na zaslišanje. Močilar grozi, med kmeti je linčarsko razpoloženje; ko obkolijo hišo, je Juritscha skoraj konec od strahu. Čop zaupa Brusu načrte, sam pa se spusti v boj, da bi odvrnil pozornost od kmetov; bije se kot pravi pretepač in kmete s svojim pogumom in drznostjo premaga.
4. dejanje: Dela na prekopu hitro napredujejo, kmetje se pridružujejo delavccem, priganja jih hrepenenje po zemlji, ki se ponekod že kaže iz močvirja, navdušujejo se nad inženirjem. Le ženske so še zmerom sovražne Kamili, ta je iz njihovega sveta, pa vendar vanj ne spada; ko Kamila zapleše ob zvokih Šotarjeve piščalke, jo prav zasovražijo. Šotar se prekopu ne umakne do zadnjega in ko mu podrejo kočo, mu poči srce.
5. dejanje: Prekop je zgrajen, hvaležni ljudje zdaj ne pustijo Čopa nikamor, še za župana ga hočejo. Čop omahuje, rad bi se končno ustalil, čuti se zavezanega barjancem. Kamila spozna, da ni več potrebna: Čopu je bila »metuljček«, njegov navdih, princip potepanja, iskanja, ki se ne more nikjer ustaliti. Ko novi prekop slovesno odprejo in izročijo Čopu venec, se Kamila vrže v vodo.